# Illots de Ponent d'Eivissa
Illots de Ponent d'Eivissa este o arie protejată (sit de importanță comunitară — SCI, arie de protecție specială avifaunistică — SPA) din Spania întinsă pe o suprafață de 2.536,92 ha, integral pe uscat.

## Localizare
Centrul sitului Illots de Ponent d'Eivissa este situat la coordonatele 38°58′24″N 1°11′35″E / 38.9732°N 1.1931°E.

## Înființare
Situl Illots de Ponent d'Eivissa a fost declarat arie de protecție specială avifaunistică în martie 2006 pentru a proteja 2 specii de plante și 44 de specii de animale. Situl a fost protejat și ca sit de importanță comunitară în iulie 2000.

## Biodiversitate
Situată în ecoregiunile marină mediteraneană și mediteraneană, aria protejată conține 4 habitate naturale: Faleze cu vegetație de Limonium spp. endemic de pe coastele mediteraneene, Straturi cu Posidonia (Posidonion oceanicae), Pseudostepă cu ierburi și specii anuale de Thero-Brachypodietea, Tufărișuri halofile mediteraneene și termo-atlantice (Sarcocornetea fruticosi).
La baza desemnării sitului se află mai multe specii protejate:
- plante (2): Diplotaxis ibicensis, Silene hifacensis
- păsări (41): Alectoris rufa, lăstunul mare (Apus apus), Apus pallidus, Calonectris diomedea, cânepar (Carduelis cannabina), prundăraș de sărătură (Charadrius alexandrinus),  prundaș gulerat mic (Charadrius dubius), porumbel (Columba livia), măcăleandru (Erithacus rubecula), șoim călător (Falco peregrinus), vânturel roșu (Falco tinnunculus), Hydrobates pelagicus, Larus audouinii, pescăruș negricios (Larus fuscus), pescăruș-cu-cap-negru (Larus melanocephalus), Larus michahellis, pescăruș râzător (Larus ridibundus), mierlă albastră (Monticola solitarius), muscar sur (Muscicapa striata), pietrar mediteranean (Oenanthe hispanica), pietrar sur (Oenanthe oenanthe), ciuf-pitic (Otus scops), vrabie (Passer domesticus), Phalacrocorax aristotelis desmarestii, codroș de munte (Phoenicurus ochruros), codroșul de pădure (Phoenicurus phoenicurus), pitulice de munte (Phylloscopus collybita), Puffinus puffinus mauretanicus, chiră de mare (Sterna sandvicensis), turturică (Streptopelia turtur), graur (Sturnus vulgaris), silvie cu cap negru (Sylvia atricapilla), silvie de zăvoi (Sylvia borin), silvie roșcată (Sylvia cantillans), Sylvia conspicillata, silvie mediteraneană (Sylvia melanocephala), Sylvia sarda, mierlă (Turdus merula), sturz-cântător (Turdus philomelos), strigă (Tyto alba), pupăză (Upupa epops)
- mamifere (1): delfin mare (Tursiops truncatus)
- reptile (2): Caretta caretta, Podarcis pityusensis

Pe lângă speciile protejate, pe teritoriul sitului au mai fost identificate 7 specii de plante, 3 specii de mamifere, 19 specii de nevertebrate, 9 specii de pești, 2 specii de reptile.